# ژاک مارگره

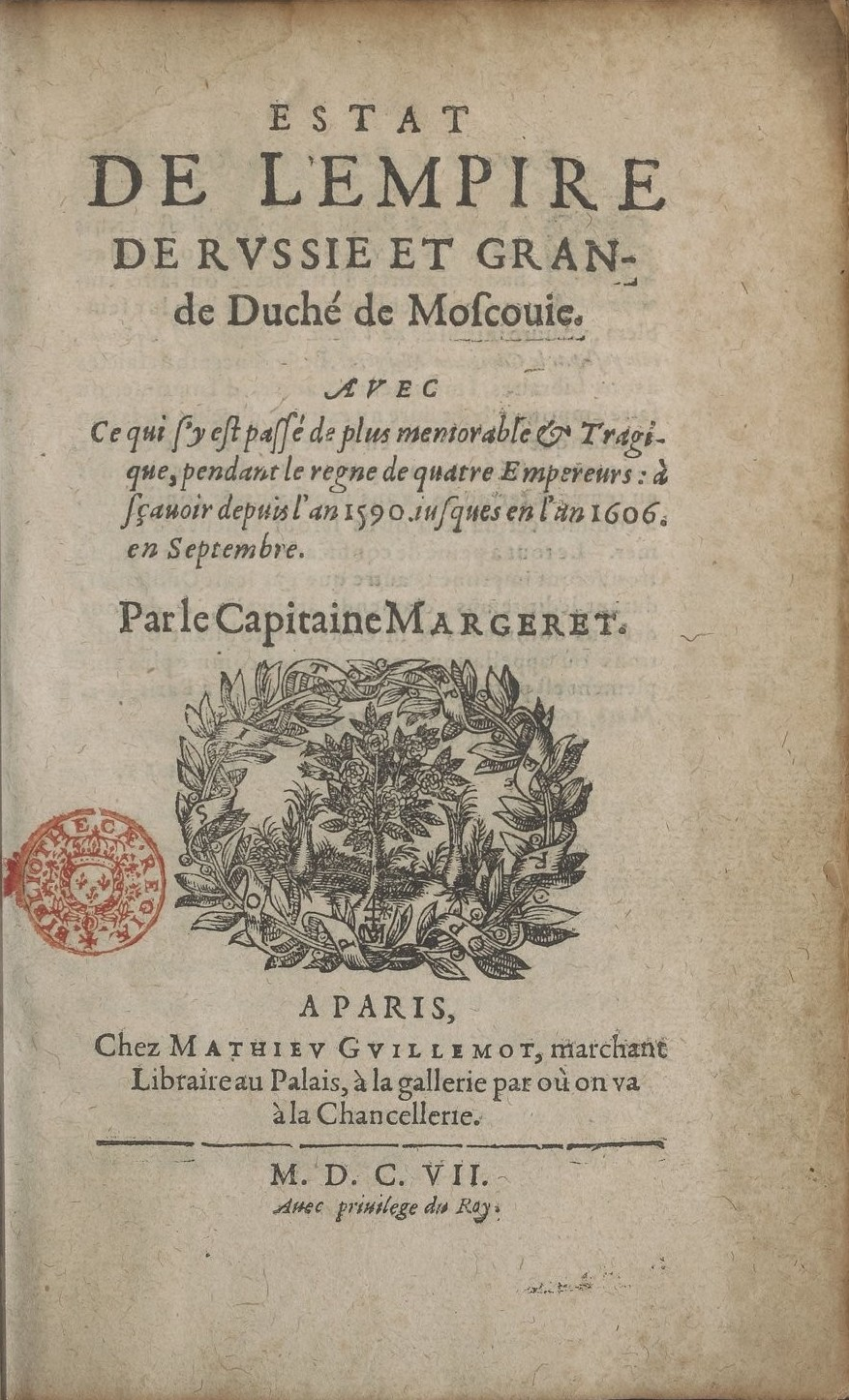
صفحۀ عنوان چاپ اول کتاب ژاک مارگرت با عنوان «Estate de l'Empire de Russie et de Grand Duché de Moscovie»

ژاک مارگره (به انگلیسی: Jacques Margeret) (ح. 1565 – ح. 1619) یک کاپیتان مزدور فرانسوی بود که در سال ۱۶۰۷ اولین گزارش سفر فرانسوی چاپ شده از تزاروم روسیه را با عنوان «Estate de l'Empire de Russie et de Grand Duché de Moscovie» نوشت.
مارگرت که عضو یکی از قدیمی‌ترین خانواده‌های اکسن، واقع در مرز بین بورگونی و فرانش-کنته می‌باشد احتمالاً در سال ۱۵۶۵ متولد شد. او در دوره‌ای پرتلاطم که به جنگ‌های مذهبی فرانسه معروف است، در خانواده‌ای پروتستان بزرگ شد. با تبدیل شدن به یک سرباز، او برای پادشاه پروتستان هانری چهارم فرانسه علیه اتحادیه کاتولیک جنگید و تا زمانی که هانری در سال ۱۵۹۳ به مذهب کاتولیک گروید، به پادشاه خدمت کرد.